# Sparagmòs
Lo sparagmòs, o sparagmo in italiano (in greco antico: σπαραγμός?), è un rito particolarmente violento inserito nell'ambito dei misteri dionisiaci, i cui particolari sono descritti minuziosamente nella tragedia Le Baccanti di Euripide.

## Descrizione
Si tratta infatti della pratica di dilaniare a mani nude un animale, sia selvatico che domestico (generalmente mucche o pecore), o più raramente un essere umano, allo scopo di mangiarne le carni crude. Era dunque sia un sacrificio in onore del dio Dioniso, sia un modo per celebrare la potenza delle divinità della terra. 
Inebriandosi del fresco sangue della vittima, la Menade o l'iniziato ai misteri dionisiaci si riappropriava dello spirito primigenio della madre terra. 
Gli storici infatti collegano i misteri dionisiaci ai culti potniaci cretesi.